# Анхел Мелоњо
Мигуел Анхел Мелоњо (22. марта 1905 — 27. марта 1945) је био уругвајски фудбалер који је одиграо 5 утакмица за репрезентацију Уругваја. Био је део тима који је освојио први Светски куп 1930. године. Такође је са националним тимом освојио златну медаљу на Олимпијским играма 1928. Играо је клупски фудбал за Бела Виста Монтевидео .